# Blut-Liquor-Schranke
Die Blut-Liquor-Schranke ist eine physiologische Barriere zwischen dem Blutkreislauf und dem Liquorsystem des zentralen Nervensystems. Zusammen mit der von ihr zu unterscheidenden Blut-Hirn-Schranke trennt sie das Nervengewebe vom Blut.

## Struktur
Die Blut-Liquor-Schranke wird durch das Kapillarendothel der Blutgefäße, die Basalmembran, und das Epithel der Plexus choroidei dargestellt. Sie ist vollständig nur für Wasser und gelöste Gase wie Sauerstoff und Kohlenstoffdioxid durchlässig, kaum durchlässig für Elektrolyte und für die meisten übrigen Moleküle gänzlich undurchlässig. Diese können die Blut-Liquor-Schranke nur überwinden, wenn sie durch Plexusepithelien aktiv aufgenommen und sezerniert werden.

## Funktion
Zusammen mit der Blut-Hirn-Schranke und weiteren Strukturen stellt die Blut-Liquor-Schranke einen Schutz des Hirns vor Stoffen des Blutes dar. Ebenso gewährleisten diese Barrieren die ausreichende Versorgung des Hirns mit Sauerstoff, Glucose als Energieträger, anderen Nährstoffen sowie Aminosäuren. Spezifische Konzentrationen an Ionen, Hormonen und Transmittern sind einzuhalten, da sich die Homöostase des Gehirns nur in sehr engen Grenzen bewegen darf.

## Geschichte
Nach der Entdeckung der Blut-Hirn-Schranke durch Paul Ehrlich 1885 kamen 1933 Friedrich Karl Walter und Hugo Spatz unabhängig voneinander zu dem Schluss, man müsse diese von der Blut-Liquor-Schranke unterscheiden. Walter vertrat zudem die Ansicht, dass das Blut das Hirn mit Nährstoffen versorgt, während andere Wissenschaftler noch im Liquor den Nährstofflieferanten sahen. Nach Jahrzehnten kontroverser Diskussionen konnte die Existenz der Blut-Hirn-Schranke 1967 erstmals sicher bewiesen werden. Die Blut-Liquor-Schranke und ihre Lokalisation im Epithel der Plexus choroidei konnte schließlich 1969 belegt werden.